# Tofteryd
Tofteryd är kyrkby i Tofteryds socken i Vaggeryds kommun i Jönköpings län belägen sydost om Skillingaryd. 
I byn ligger Tofteryds kyrka.